# Alcea koelzii
Alcea koelzii är en malvaväxtart som beskrevs av Harald Harold Udo von Riedl. Alcea koelzii ingår i släktet stockrosor, och familjen malvaväxter. Inga underarter finns listade i Catalogue of Life.